# ضمير

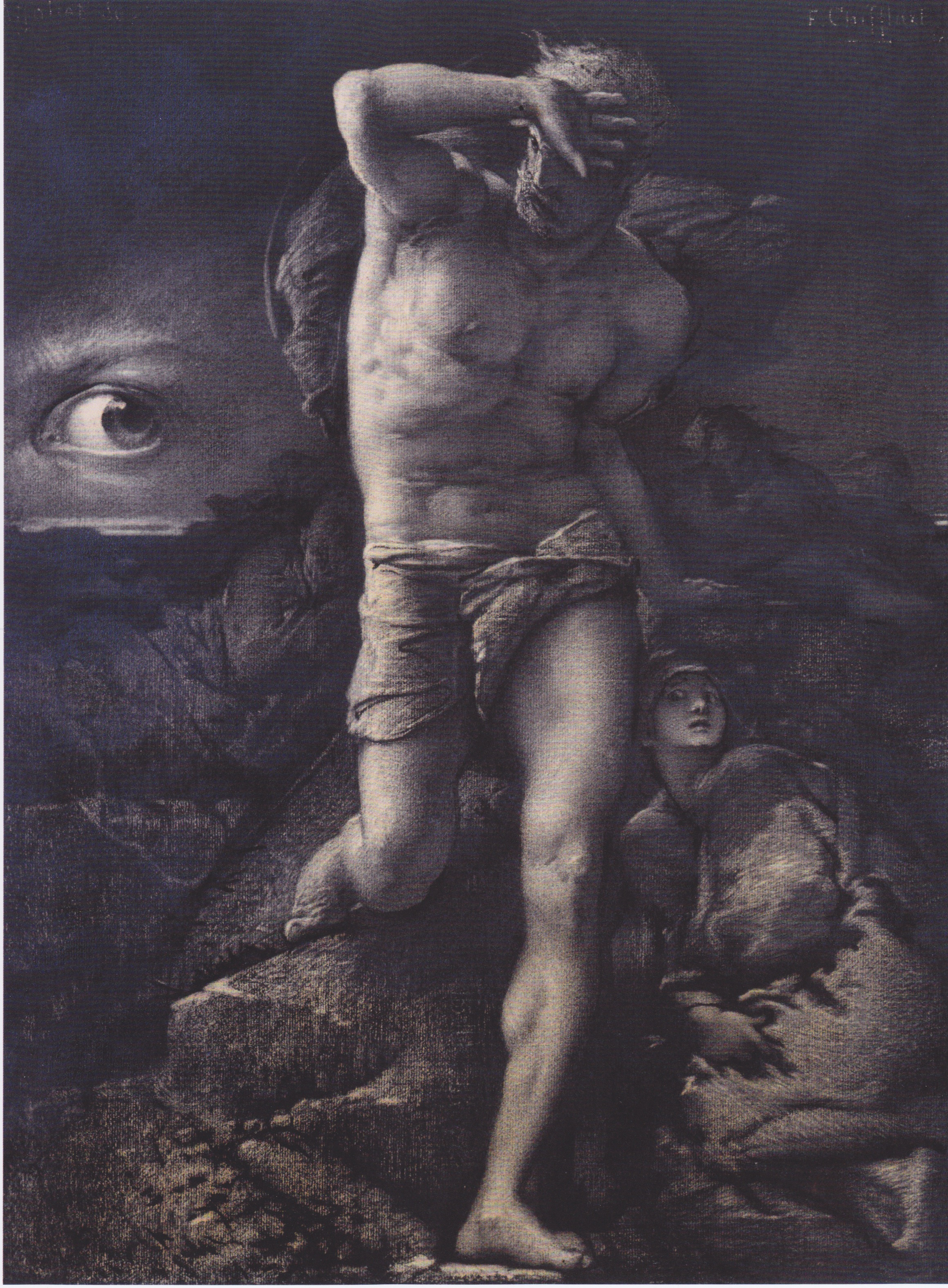
لوحة الرسام الفرنسي فرنسوا شيفلار (1825 – 1901) الضمير (بعد فيكتور هوجو)

الضمير هو العملية المعرفية التي تثير الارتباطات الشعورية والعقلانية بالاستناد إلى الفلسفة الأخلاقية للفرد أو نظام قيمه. يتعاكس الضمير مع الشعور أو الفكر المثار نتيجة الارتباطات القائمة على الإدراك الحسي الفوري والاستجابات الانعكاسية، مثل استجابات الجهاز العصبي المركزي الودي. بعبارات عامة، يُوصف الضمير غالبًا بأنه ما يؤدي إلى مشاعر الندم عند ارتكاب الفرد لسلوك متعارض مع قيمه الأخلاقية. تُعتبر قدرة الضمير على نقل الحكم الأخلاقي السابق للفعل بالإضافة إلى إمكانية أو وجوب اعتبار الأحكام الأخلاقية قائمة على العقل محط جدل عبر التاريخ الحديث بين نظريات الأساسيات في أخلاقيات الحياة البشرية بمحاذاة نظريات الرومانسية وغيرها من الحركات الرجعية التالية لنهاية العصور الوسطى.
تنظر وجهات النظر الدينية عادة إلى الضمير بوصفه مرتبطًا مع الأخلاقيات المتأصلة لدى جميع البشر، مع العالم الصالح و/أو مع الألوهية. لا تُعتبر سمات الدين الشعائرية، والأسطورية، والعقائدية، والقانونية، والمؤسساتية والمادية متوافقة بالضرورة مع الاعتبارات التجريبية، أو الشعورية، أو الروحانية أو التأملية المتعلقة بأصل الضمير وكيفية عمله. تنظر وجهات النظر العلمية أو العلمانية الشائعة في قدرة الضمير بوصفها محددة وراثيًا، مع تعلم موضوعه أو التطبع به كجزء من الثقافة.
تشمل الاستعارات الشائعة للضمير كلًا من «الصوت الداخلي»، أو «الضوء الداخلي» أو اعتماد سقراط على ما أسماه الإغريق «العلامة الدايمونية»، التي تشير إلى الصوت الداخلي المانع (ἀποτρεπτικός) القابل للسمع عندما يوشك المرء على ارتكاب الخطأ. يمثل الضمير، كما يُذكر بالتفصيل في الأقسام أدناه، إحدى مفاهيم القانون الوطني والدولي التي يُنظر إليها بشكل متزايد باعتبارها قابلة للتطبيق على العالم ككل، إلى جانب مساهمتها في تحفيز كثير من التصرفات التي تصب في الصالح العام وتشكيلها موضوعًا للعديد من الأمثلة البارزة في الأدب، والموسيقى والسينما.

## أمثلة بارزة على التصرفات الحديثة القائمة على الضمير
تتمثل إحدى التصرفات المعاصرة البارزة للضمير في احتجاج المسيحية بريندا هين على فيضان بحيرة بيدر على الرغم من التهديدات ما أدى إلى وفاتها في النهاية. يتمثل تصرف آخر في الحملة التي أطلقها كين سارو ويوا ضد الشركات متعددة الجنسيات لاستخراجها النفط في نيجيريا ما أدى إلى إعدامه. تشمل الأمثلة الأخرى سلوك رجل الدبابة، أو الثائر المجهول، الذي صُورت حادثة وقوفه حاملًا أكياس التسوق معترضًا مسار الدبابات أثناء الاحتجاجات في ساحة تيان آن من في بكين في 5 يونيو 1989. تُعتبر تصرفات الأمين العام للأمم المتحدة داغ همرشولد، في محاولة منه لتحقيق السلام في الكونغو على الرغم من التهديد (الحتمي) لحياته، مدفوعة بقوة بالضمير كما ينعكس في يومياته، فاغماركن (علامات). تتجلى إحدى الأمثلة الأخرى في تصرفات المساعد هيو طومسون جونيور عند محاولته منع وقوع مذبحة ماي لاي في حرب فيتنام. اعترف إيفان بيدريك طواعية وأُدين تبعًا لذلك بتفجير فندق هيلتون في سيدني مشيرًا إلى عدم قدرة ضميره على تحمل الذنب قائلًا «أعتقد أنني فريد للغاية في نظام السجن إذ كان عليّ إثبات ذنبي باستمرار، بينما أصر الآخرون على براءتهم». عارض فاسيلي أرخيبوف، ضابط البحرية الروسي في الغواصة السوفييتية «بي-59» الخارجة عن الاتصال الراديوي، بعض التعرض لقذائف الأعماق التي أطلقتها السفن الحربية الأمريكية أثناء أزمة صواريخ كوبا، قرار ضابطين آخرين بإطلاق الطوربيدات النووية (التي تتطلب الموافقة بالإجماع) ما ساهم بمنع اندلاع حرب نووية محتملة. في عام 1963، أدى الراهب البوذي تتش كوان دك تصرفه الشهير بالتضحية بنفسه في احتجاج منه على اضطهاد نظام نغو دينه ديم الفيتنامي لعقيدته.
لعب الضمير دورًا رئيسيًا في تصرفات طبيب التخدير ستيفن بوليسن الذي كشف (انظر قائمة كاشفي الفساد) أطباء الأطفال من جراحي القلب والصدر غير الأكفاء في مستوصف بيرستول الملكي. أبلغ جيفري ويغاند مدفوعًا بالضمير عن فضيحة شركات التبغ الكبرى، كاشفًا عن إدراك مديري الشركات بأن السجائر مسببة للإدمان وموافقتهم على إضافة العوامل المسرطنة للسجائر. كشف ديفيد غراهام، موظف في إدارة الغذاء والدواء، مدفوعًا بالضمير ارتفاع خطر الوفيات القلبية الوعائية عند تعاطي مسكن ألم التهاب المفاصل فيوكس على الرغم من حجب الشركة المصنعة لهذه المعلومات. كشف ريك بيلتز من برنامج علم الاحتباس الحراري مسؤول البيت الأبيض الذي تجاهل رأي الأغلبية العلمية لتحرير تقرير الاحتباس الحراري («كوكبنا المتغير») ليعكس وجهة نظر إدارة الرئيس بوش بأن المشكلة في الغالب غير موجودة. تعرض منتظر الزيدي، صحفي عراقي، للاعتقال والتعذيب لتصرفه المدفوع بالضمير عند إلقائه حذاءه على جورج دبليو بوش. كشف مرخداي فعنونو، فني نووي إسرائيلي سابق، مدفوعًا بضميره تفاصيل برنامج الأسلحة النووية الإسرائيلي للصحافة البريطانية في عام 1986؛ إذ تعرض للاختطاف من قبل العملاء الإسرائيليين الذين نقلوه إلى إسرائيل ليُدان بالخيانة ويمضي فترة 18 سنة في السجن، بما في ذلك أكثر من 11 سنة في السجن الانفرادي.
في حفل توزيع جوائز مسابقة 200 متر لدورة الألعاب الأولمبية الصيفية 1968، تجاهل كل من جون كارلوس، وتومي سميث وبيتر نورمان التهديدات بالقتل والتحذيرات الرسمية ليشاركوا في المظاهرة المناهضة للعنصرية ما أدى إلى تدمير حياتهم المهنية. زود مارك فيلت، عميل في مكتب التحقيقات الفيدرالي في الولايات المتحدة، الذي تقاعد في عام 1973 كمدير مساعد للمكتب، مدفوعًا بضميره المراسلين بوب ودورد وكارل برنستين بالمعلومات التي تسببت بفضيحة ووترغيت. لعب الضمير عاملًا رئيسيًا في تصرف ضابط لخدمة الصحة العامة الأمريكية بيتر بوكستون الذي كشف تجربة توسكيجي للزهري أمام العامة. وُصف هجوم عام 2008 الذي شنه الجيش الإسرائيلي على مناطق مدنية من غزة الفلسطينية بأنه «وصمة في ضمير العالم». رفض أونغ سان سو كي مغادرة بورما مدفوعًا بضميره على الرغم من الإقامة الجبرية والاضطهاد من قبل الديكتاتورية العسكرية في تلك الدولة. لعب الضمير دورًا في انتقاد بيتر غالبرايث للتزوير الحاصل في انتخابات أفغانستان في عام 2009 على الرغم من خسارته وظيفته في الأمم المتحدة. دفع الضمير بوناتين غرينهاوس لكشف التجاوزات في التعاقد مع شركة هاليبرتون للعمل في العراق. قُتل ناجي العلي، فنان الكاريكاتير المشهور في العالم العربي المعروف بدفاعه عن عامة الناس وانتقاده للقمع والاستبداد من قبل الجيش الإسرائيلي ومنظمة التحرير الفلسطينية بقيادة ياسر عرفات، نتيجة رفضه المساومة مع ضميره. قدمت الصحفية آنا بوليتكوفسكايا (قبل مقتلها) مثالًا على الضمير في معارضتها للحرب الشيشانية الثانية والرئيس الروسي آنذاك فلاديمير بوتين. كانت الناشطة الروسية في مجال حقوق الإنسان ناتاليا إستيميروفا مدفوعة بالضمير ما تسبب بتعرضها للاختطاف والقتل في غروزني في الشيشان في عام 2009. توفت ندى آغا سلطان نتيجة الاحتجاجات المدفوعة بالضمير المعارضة للانتخابات الرئاسية الإيرانية في عام 2009. وُصفت المحامية المسلمة شيرين عبادي (الحائزة على جائزة نوبل للسلام في عام 2003) بلقب «ضمير الجمهورية الإسلامية» لعملها في الدفاع عن حقوق الإنسان لدى النساء والأطفال في إيران. تعرض محامي حقوق الإنسان جاو تشيشنغ، الذي يُشار إليه غالبًا باسم «ضمير الصين»، للاختطاف من قبل رجال الأمن الصينيين في فبراير 2009، إذ واجه أيضًا في السابق الاعتقال والتعذيب نتيجة دعوته لاحترام حقوق الإنسان والإصلاح الدستوري. كشف ليو شياوبو، الحائز على جائزة نوبل للسلام لعام 2010، في تصريحه الأخير قبل إقرار حكمه بالسجن لمدة عشر سنوات كسجين رأي من قبل محكمة مغلقة صينية: «إن الكراهية مفسدة لحكمة المرء وضميره؛ يمكن لعقلية العداوة تسميم روح الأمة». تعرض سيرغي ماغنيتسكي، محامي روسي، للاعتقال والسجن دون محاكمة لمدة عام تقريبًا، ليتوفى بعد ذلك في الحجز، جراء فضحه الفساد. في 6 أكتوبر 2001، كانت ضابطة البحرية المكلفة بالمدافع لورا ويتل على متن أديليد «إتش إم إيه إس» («إف إف جي» 01) بموجب أوامر تطبيق السياسة الجديدة لحماية الحدود عند مصادفتها لقارب اللاجئين «إس آي إي في» (سفينة دخول غير قانوني مشتبه – 4) في الأمواج المتلاطمة. بعد تلقيها أمرًا بإطلاق طلقات تحذيرية عبر مدفعها الرشاش ذي العيار 50 لحث القارب على العودة إلى الوراء، لاحظت ويتل أن القارب آخذ في الانهيار والغرق وعلى متنه أحد الآباء الذي حمل ابنته الصغيرة للأعلى أملًا في إنقاذها (انظر قضية الأطفال في البحر). قفزت ويتل دون سترة نجاة على ارتفاع 12 متر في البحر للمساعدة في إنقاذ اللاجئين من الغرق معتقدة أن «هذا ليس صحيحًا؛ لا يجب على الأمور السير بهذه الطريقة». في فبراير 2012، استُهدفت الصحفية ماري كولفين وقُتلت على يد الجيش السوري في حمص خلال الانتفاضة السورية وحصار حمص 2011-2012، عقب اتخاذها قرار البقاء في «بؤرة العاصفة» من أجل «فضح ما يحدث». في أكتوبر 2012، نظمت حركة طالبان محاولة لقتل ملالا يوسفزي، فتاة مراهقة مشاركة في حملة لتعليم النساء في باكستان على الرغم من التهديدات. في ديسمبر 2012، أثارت قضية الاغتصاب الجماعي في دلهي 2012 الضمير الجماعي للهند ما أدى إلى حالات من العصيان المدني والاحتجاج العام على عدم وجود إجراءات قانونية ضد المغتصبين في الدولة (انظر الاغتصاب في الهند). في يونيو 2013، كشف إدوارد سنودن عن تفاصيل وكالة الأمن القومي الأمريكية المتعلقة ببرنامج «بّي آر آي إس إم» للاتصال الإلكتروني والاتصال عبر الإنترنت (برنامج مراقبة) إذ فاق شعوره بواجبه تجاه حرية الإنسانية امتثاله للقوانين التي تلزمه بها وظيفته.

## التفسير العلمي الحديث للضمير
فسر علماء العصر الحديث في مجال العلوم الإنسانية وعلم النفس والأعصاب الضمير أنه وظيفة من وظائف الدماغ التي تطورت لدي الإنسان لتسهيل الإيثار المتبادل (بالإنجليزية Altruism) أو السلوك الموجه من قبل الفرد لمساعدة الآخرين في أداء وظائفهم أو احتياجاتهم دون توقع أي مكافأة وذلك داخل مجتمعاتهم.
والضمير وصف وكلمة تجسد كتلة ومجموعة من المشاعر والأحاسيس والمبادئ والقيم تحكم الإنسان وتأسره ليكون سلوكه جيدا محترما مع الآخرين يحس بهم ويحافظ على مشاعرهم ولا يظلمهم ويراعي حقوقهم وباختصار شديد هو ميزان الحس والوعي عند الإنسان لتمييز الصح من الخطأ مع ضبط النفس لعمل الصح والبعد عن الخطأ.

## لماذا يختفي الضمير
الضمير شيء حسي بداخل القلوب فعندما يغرق القلب بالظلمات والتكبر والغرور والانخداع تعلو الانا والشهوات على صوت الضمير ويصبح صوت الضمير يكاد يكون منعدما
فاذا علا صوت الانا على الضمير ذهب العطف على الصغير
فاذا علا صوت الانا على الضمير ذهب الإحساس بالشيخ الكبير
فاذا علا صوت الانا على الضمير ذهب من حولك صغير كان ام كبير

## ما هي طرق إعادة نبض الضمير؟
- العزيمة على عدم العودة أو التفكير فقط في أن يغرق في الظلمات والصفات الذي يصفه بالتكبر
- ان يتعرف أكثر على اهمية الضمير في الحياة
- النظر في الحروب وتفعيل المشاعر قد يزيد في رجوع الضمير
- النظر لمستقبلك ومن حولك لكي تكون محبوب بين الناس لا منبوذ

## الضمير في الفلسفة
مركب من الخبرات العاطفية القائمة على أساس فهم الإنسان للمسؤولية الأخلاقية لسلوكه في المجتمع، وتقدير الفرد الخاص لأفعاله وسلوكه. وليس الضمير صفة ولادية، إنما يحدده وضع الإنسان في المجتمع، وظروف حياته، وتربيته، وهكذا. ويرتبط الضمير ارتباطا وثيقا بالواجب، ويشعر المرء – بوعيه بأنه انجز واجبه تماما – بأنه صافي الضمير، أما انتهاك الواجب فيكون مصحوبا بوخزات التأنيب. والضمير، في استجابته الايجابية لمتطلبات المجتمع، قوة دافعة قوية للتهذيب الأخلاقي للفرد.

## الضمير في علم النفس
يميز علم النفس الضمير بالخصائص الآتية:
- الضمير هو جهاز نفسي تقييمي يتعلق بالأنا، فالمرء يهتم بتقييم نفسه بنفسه كما إنه يتلقى تقييمات الآخرين لما يصدر منه من أفعال، فالضمير يقوم بمعاتبه الشخص إذا تبين أن نتيجة تقييمه لنفسه أو تقييم الآخرين له ليست جيدة
- الضمير يتصف بشمولية الأنحاء: فهو لا يقتصر بتقييم جانب واحد من الشخصية ولكن بل يتناول الشخصية ككل
- الضمير يتناول الماضي والحاضر والمستقبل: فهو لا يعاتب صاحبه على ما صدر منه في الماضي فقط، بل ويحاسبه عما يفعل في الوقت الحاضر، عما سوف يفعله في المستقبل
- الضمير قد يبالغ في التراخي وقد يبالغ في القسوة: فالضمير قد يكون سويا أو قد يتعرض للانحراف إما إلى البلادة والخمول ة إما إلى البالغة في تقدير الأخطاء
- الضمير قد يكون فرديا وقد يكون جماعيا: فالمرء في حياته الشخصية وعلاقاته بغيره وبنفسه يكون صاحب ضمير فردي، ولكن الضمير قد يتسع ليشمل مجموعة من الناس قد تكون محدودة أو قد يمتد ليشمل شعب بأكمله، فمثلا عندما ينهزم جيش شعب أمام جيش أخر فإن ضمير الشعب قد يثور وقد يقوم بانقلاب على حكامه[11]

## الضمير في الدين
وفي الإسلام حديثٌ يدل على وجود الضمير وهو حديث وابصة ابن معبد الذي سأل الرسول محمد بن عبد الله عن البر والإثم فقال له: "يا وابصة، استفت قلبك، البر ما اطمأنت إليه النفس واطمأن إليه القلب، والإثم ما حاك في القلب وتردد في الصدر وإن أفتاك المفتون"رواه أحمد بإسناد حسن كما قال المنذري في الترغيب وحسنه النووي أيضا وقال الألباني: حسن لغيره. انظر صحيح الترغيب والترهيب 2/323.